# Hydrobiosella anasina
Hydrobiosella anasina là một loài Trichoptera trong họ Philopotamidae. Chúng phân bố ở miền Australasia.